# 新十三大橋

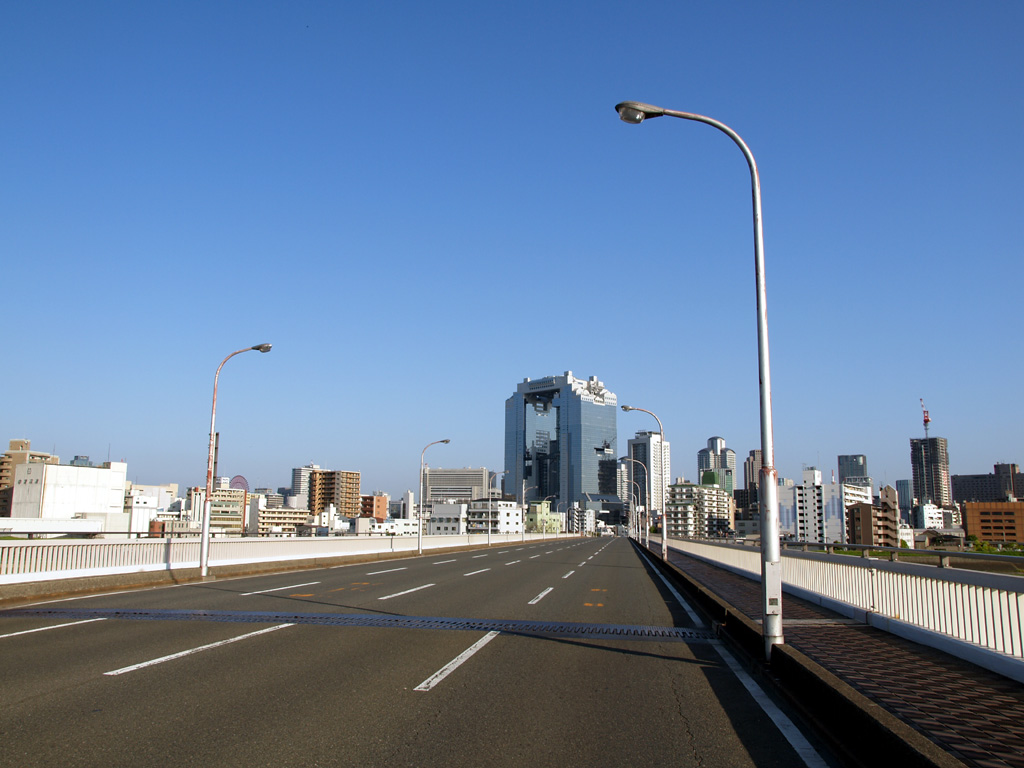
国道176号（十三バイパス）の新十三大橋から梅田方面を望む

新十三大橋（しんじゅうそうおおはし、Shin Juso Ohashi Bridge）は一級河川・淀川にかかる平面橋であり、大阪市北区中津（左岸）と同市淀川区新北野（右岸）を結んでいる。本格的な2主桁構造を採用した橋としては日本初である。北行き一方通行の片側4車線。
約280m上流には十三大橋が架かっているが、新十三大橋が開通する以前はその橋が中津・十三間のメインルートであった。

## 道路名
国道176号（十三バイパス）

## 概要
- 形式　3径間連続鋼床版桁（2主桁）
- 橋長　792.80m
- 支間長　最大90.00m
- 幅員　18.20m
- 橋脚　T形柱式鉄筋コンクリート
- 基礎　ケーソン
- 着工　1962年（昭和37年）
- 完成　1966年（昭和41年）10月

## 歴史
- 1962年（昭和37年） 着工
- 1966年（昭和41年）10月 完成

## 周辺情報
- NTT十三専用橋 (ひとつ上流の橋)
- 下淀川橋梁 (ひとつ下流の橋)
- 淀川河川公園
- 大阪市水道局 大淀配水場
- 大阪市立淀川図書館
- 大阪府立北野高等学校

## 位置情報
- 北緯34度42分44.19秒 東経135度28分59.93秒 / 北緯34.7122750度 東経135.4833139度（世界測地系）
- 淀川河口より6.7km

## 交通機関
鉄道
- 阪急電鉄 中津駅 徒歩10分
- 阪急電鉄 十三駅 徒歩10分